# Pulchrana glandulosa
Espèce
Synonymes
- Rana glandulosa Boulenger, 1882
- Hylarana glandulosa (Boulenger, 1882)

Statut de conservation UICN

 LC  : Préoccupation mineure
Pulchrana glandulosa est une espèce d'amphibiens de la famille des Ranidae.

## Répartition
Cette espèce se rencontre jusqu'à 700 m d'altitude., :
- dans le sud du Viêt Nam ;
- dans le sud de la Thaïlande ;
- en Malaisie péninsulaire et orientale ;
- à Singapour ;
- au Brunei ;
- en Indonésie à Sumatra, au Kalimantan et dans les îles Natuna.

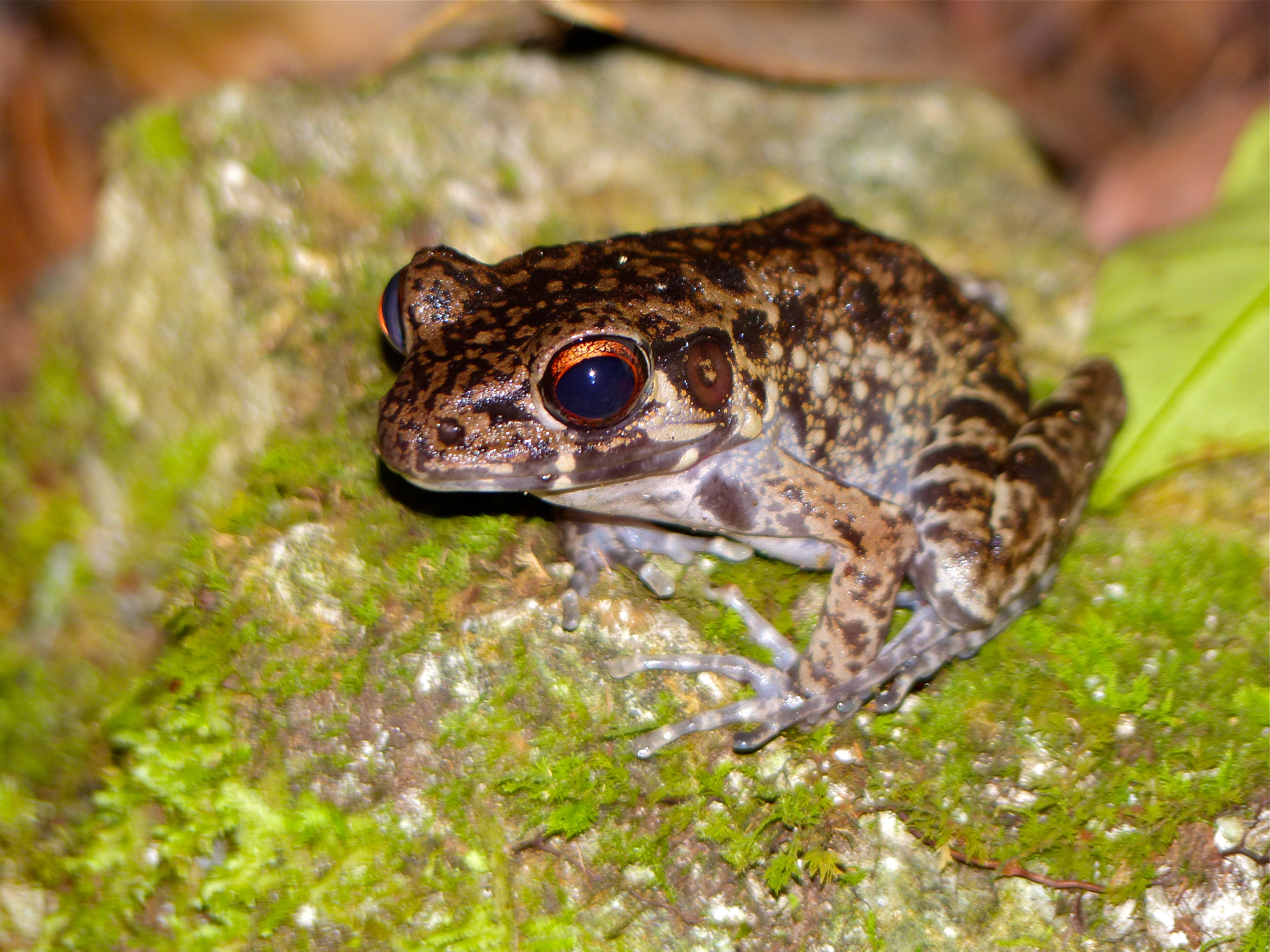

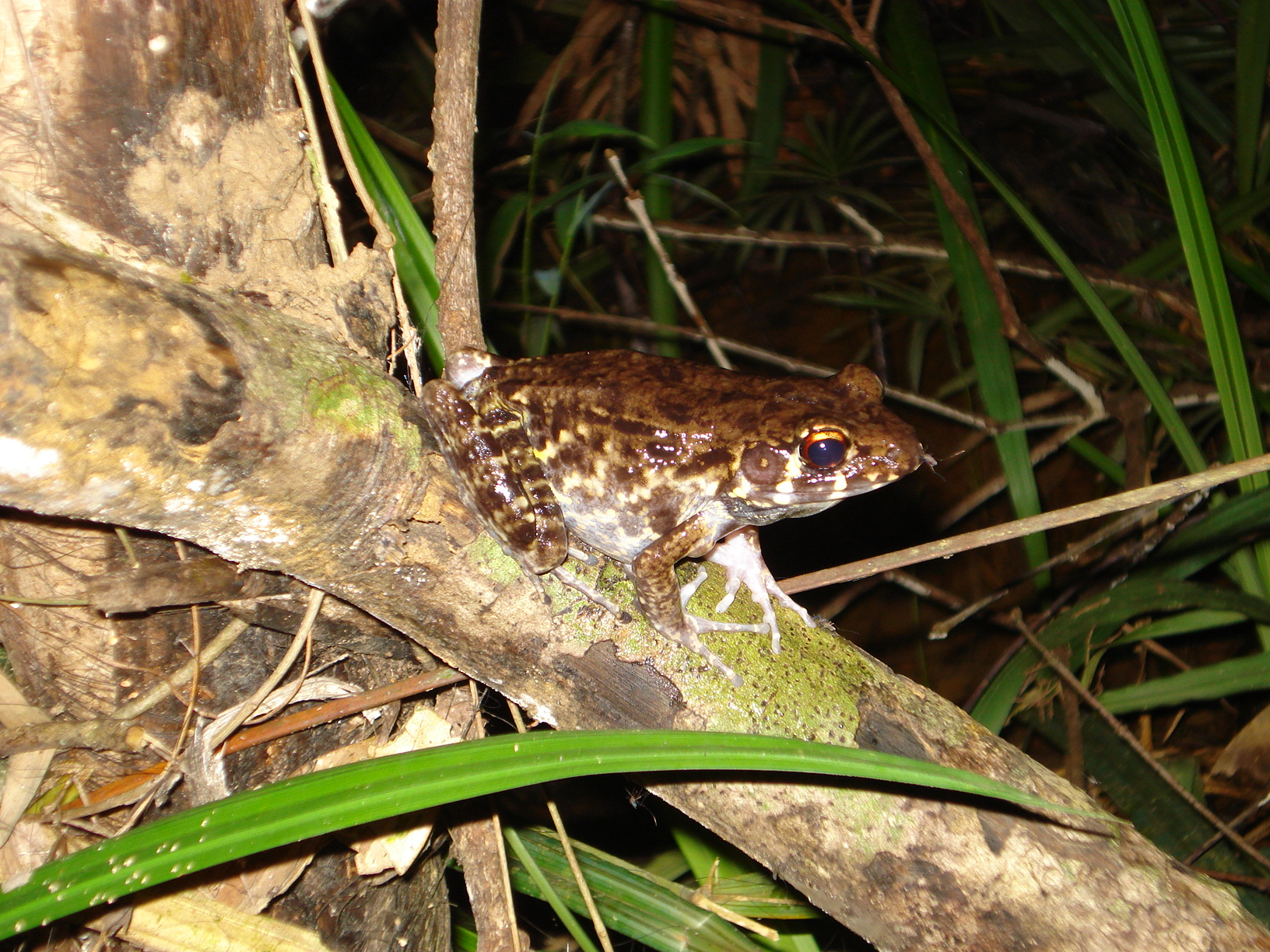

## Publication originale
- Boulenger, 1882 : Catalogue of the Batrachia Salientia s. Ecaudata in the collection of the British Museum, ed. 2, p. 1-503 (texte intégral).